# Mietje Bontjes van Beek
Mietje Bontjes van Beek (* 6. Mai 1922 in Bremen; † 17. November 2012) war eine deutsche Malerin und Autorin.

## Leben
Kindheit und Jugendzeit verbrachte sie mit ihrer älteren Schwester Cato und dem Bruder Tim in Fischerhude. Mietje Bontjes van Beeks Eltern waren der Keramiker Jan Bontjes van Beek und die Tänzerin und Malerin Olga Bontjes van Beek, geb. Breling.
Nach der Trennung ihrer Eltern zog Mietje Bontjes van Beek 1940 mit ihrer Schwester zur weiteren Ausbildung zum Vater nach Berlin.
Dort begann sie ihr Studium an der Meisterschule für Grafik und Buchdruck (erst Kartografie, dann freie Grafik). Im März 1942 wurde sie zum Reichsarbeitsdienst einberufen, erkrankte aber an einer schweren Rippenfellentzündung und verbrachte deshalb den größten Teil des Jahres bei einer Tante im Allgäu.
Ihr Vater und ihre Schwester wurden im Herbst 1942 in Berlin wegen der Verbindung zu einer Gruppe der Roten Kapelle verhaftet. Sie selbst entging einem ähnlichen Schicksal, da sie zu dieser Zeit in Fischerhude war. Die Geschehnisse – der Vater wurde an die Ostfront geschickt und die Schwester wegen Beihilfe zum Hochverrat hingerichtet – verarbeitete Mietje Bontjes van Beek auch in ihrem Schaffen als Künstlerin.
Ab 1948 besuchte sie die Landeskunstschule im Lerchenfeld in Hamburg bei Friedrich Ahlers-Hestermann.
Mietje Bontjes van Beek lebte und arbeitete seit 1982 in Fischerhude im ehemaligen Atelier ihres Großvaters Heinrich Breling in der Bredenau. Sie hatte einen Sohn. Die Fotografin Digne Meller Marcovicz war ihre Halbschwester.

## Ausstellungen
- 1956 Kunsthalle Bremen
- 1956 Hamburg
- 1962 Wuppertal, Velbert, Duisburg
- 1962 Hamburg
- 1977 Moorhof Worpswede
- 1980 Kunsthalle Fischerhude
- 1986 Klostermühle Hude
- 1987 Bielefeld, Detmold, London, Rom, Orvieto, Berlin
- 1989 Berlin
- 1990 Kirche Unser Lieben Frauen Bremen
- 1992 Fischerhude Sonderausstellung zum 70. Geburtstag
- 1993 Dresden Kreuzkirche, Dom zu Berlin, Fischerhude
- 1994 Dom zu Magdeburg
- 1995 Auswanderungsmuseum Oberalben Coventry
- 1996 Ev. Akademie (Haus Ortlohn) Iserlohn
- 1997/98 Halle Moritzburg
- 1997 Bremen
- 1998 Bonn
- 1999 Saarbrücken, Hamburg
- 2003 Heiligenhafen, Bad Segeberg, Friedrichstadt

## Schriften
- Verbrennt diese Briefe! Atelier im Bauernhaus, Fischerhude 1998, ISBN 3-88132-607-3.